# Ove Lindblom

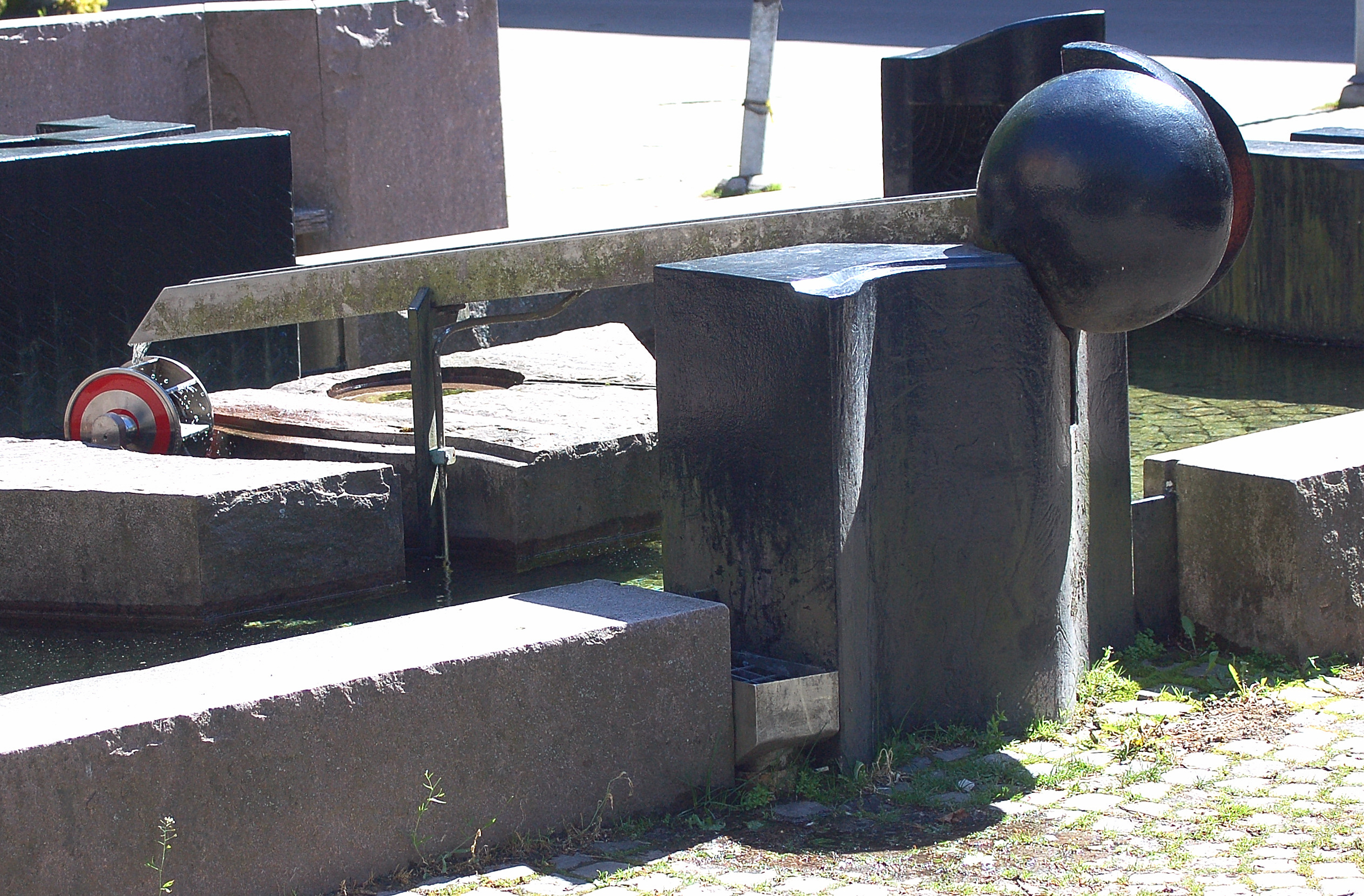
Parti av Torgdammen i Karlstad av Ove Lindblom.

Nils Ove Lindblom, född 18 mars 1939 i Kosta, är en svensk konstnär verksam som inredningsarkitekt i Karlstad.
Lindblom studerade 1957-1961 på Konstfacks skulpturlinje, och är verksam sedan 1966 som inredningsarkitekt tillsammans med hustrun Ulla Lindblom med utformning av både offentliga och privata miljöer. Bland hans offentliga utsmyckningar märks Torgdammen i Karlstad, Lektorget i Våxnäs, utsmyckningar för Tumba centrum, KMW i Karlstad och Nygårdskyrkan i Åmål. Tillsammans med sin fru utformade han Spisrummet på Centralsjukhuset i Karlstad, där han även svarade för utformningen av den öppna spisen.

### Fotnoter
1. ↑  Konstfrämjandet Värmland: Konsthall Spisrummet, läst 2016-03-10